# (14364) 1988 RM2
1988 أر أم 2 (ويعرف أيضًا باسم (14364) 1988 أر أم 2 وفق تسمية الكوكب الصغير) (بالإنجليزية: 1988 RM2)‏ هو كويكب ضمن حزام الكويكبات؛ وترتيبه 14364 من حيث الاكتشاف.
اكتُشف هذا الجُرم الفلكي بواسطة Poul Jensen (astronomer) ‏ في 8 سبتمبر 1988.

## وصلات خارجية
- (14364) 1988 RM2 في قاعدة بيانات مختبر الدفع النفاث لأجرام النظام الشمسي الصغيرة

- الاكتشاف · مخطط المدار ·  العناصر المدارية · المعلمات المادية

- (14364) 1988 RM2 على موقع ويكي سكاي: DSS2, SDSS, GALEX, IRAS, Hydrogen α, X-Ray, Astrophoto, Sky Map, Articles and images